# 飯塚修子
飯塚 修子（いいづか しゅうこ、1963年2月11日 - ）は、日本の元漫画家。本名同じ。女性。既婚。北海道出身。

## 略歴
- 1978年、高校1年生の時に『週刊マーガレット』の新人漫画賞で努力賞を受賞。
- 1979年12月に高校2年生・17歳の時に『週刊マーガレット』で漫画家デビュー。
- 1980年、18歳の時に初めて連載を持つ。
- 1981年、女子短期大学に入学するも漫画の仕事が忙しくなり、翌1982年に中退。
- 1998年9月、漫画家を引退した。

## 作品

### 連載
- 5キロだけメランコリー（『週刊マーガレット』1981年19号 - 同年23号ほか、全1巻）
- ギャルっ子・ブギ（『週刊マーガレット』不明 - 1982年14号、全2巻）
- 1980アイコ16歳（『週刊マーガレット』1982年21号 - 同年30号、全1巻）※原作:堀田あけみ
- ちょっとォ知ってるゥ?（『週刊マーガレット』1982年43号 - 1983年6号ほか、全2巻）
- せぶんてぃーん（『週刊マーガレット』1983年34号 - 不明、全2巻）
- 愛してあげる（『週刊マーガレット』1984年16号 - 不明、全3巻）
- ピンクのラブソング（『週刊マーガレット』1985年 -同年49号、1986年1号 - 不明、全8巻、1985年 - 1987年、集英社）※「月曜ドラマランド（フジテレビ）」で1986年1月ドラマ化された。
- JIN JIN（『週刊マーガレット』、全4巻、1987年 - 1988年、集英社）
- どうにもとまらない（『マーガレット』、全2巻、1990年 - 1991年、集英社）

### 読切・短編
- ホコテンDreamin'（全1巻、1983年、集英社）
  - ホコテンDreamin'（『週刊マーガレット』1982年35号）
- 火曜の夜はそばにいて（『週刊マーガレット』1983年20号）

### その他書籍
- 東京1/2(はんぶん)娘（『マーガレット』、全1巻、1988年、集英社）
- 聖しこの夜（全1巻、1990年、集英社）
  - 聖しこの夜
  - レモンに片思い
  - what's ザ お見合い
- 心とからだ物語（共著:福原保子、1992年、ピチコミックススペシャル、学習研究社）
- 黄色いサクランボ（全1巻、1992年、集英社、マーガレットコミックス）
- あの時私は若かった（全1巻、1992年、祥伝社）
- シンデレラじゃいられない（全2巻、1993年、ヤングロゼコミックス、角川書店）
- 弱いオンナ、強いオンナ（全1巻、1994年、祥伝社）
- わがままジュリエット（全2巻、1994年、ヤングロゼコミックス、角川書店）
- ピアス（全1巻、1995年、祥伝社）
- 極上の恋をしましょう（全1巻、1996年、ヤングロゼコミックス、角川書店）
- 友達の恋人（原作：小松江里子、全1巻、1997年、ヤングロゼコミックス、角川書店）
- 女が男を捨てるとき（『mimi Carnival』、全1巻、1999年、講談社）
- 結婚be happy!（全1巻、2005年、あおば出版）

### イラスト
- 十六の夏の四日間（著:波多野鷹、1988年、集英社、コバルト文庫）
- 胸にほおばる、蛍草（著:彩河杏〈角田光代〉、1988年、集英社、コバルト文庫）
- ドキ・ドキ・片想いクラブ（著:中弘子、1989年、集英社、コバルト文庫、全3巻）
- 天使のクリスマス（著:川名香津美、1990年、講談社、講談社X文庫）
- 魔女と星空サイクリング 魔界から人間界へ（著:杉本りえ、1993年、ポプラ社）